# Romanowskaja
Romanowskaja (ros. Романовская) – stanica w Rosji, w obwodzie rostowskim, ośrodek administracyjny rejonu wołgodońskiego. W 2010 liczyła 8248 mieszkańców.

## Urodzeni
- Nikandr Czibisow – radziecki wojskowy.
- Witalij Muszkietow – rosyjski malarz.